# 영광 (가수)
곽영광(1999년 1월 15일 ~ )은 대한민국의 가수다.

## 방송
- KBS노래가좋아 - 4연승 명예졸업  (2021) - 4연승 성공
- KBS 사장님귀는 당나귀 귀 - 장윤정(2022)
- 미스터트롯2 - 새로운 전설의 시작 (2022) - Top40(28위)
- 현역가왕2 (2024) - Top32

## 음반
- 24시 내고향 (2019)